# End Zone
 (juillet 2024).
Si vous disposez d'ouvrages ou d'articles de référence ou si vous connaissez des sites web de qualité traitant du thème abordé ici, merci de compléter l'article en donnant les références utiles à sa vérifiabilité et en les liant à la section « Notes et références ».
 (juillet 2024).
La mise en forme du texte ne suit pas les recommandations de Wikipédia : il faut le « wikifier ».
Les points d'amélioration suivants sont les cas les plus fréquents :
- Les titres sont pré-formatés par le logiciel. Ils ne sont ni en capitales, ni en gras.
- Le texte ne doit pas être écrit en capitales (les noms de famille non plus), ni en gras, ni en italique, ni en « petit »…
- Le gras n'est utilisé que pour surligner le titre de l'article dans l'introduction, une seule fois.
- L'italique est rarement utilisé : mots en langue étrangère, titres d'œuvres, noms de bateaux, etc.
- Les citations ne sont pas en italique mais en corps de texte normal. Elles sont entourées par des guillemets français : « et ».
- Les listes à puces sont à éviter, des paragraphes rédigés étant largement préférés. Les tableaux sont à réserver à la présentation de données structurées (résultats, etc.).
- Les appels de note de bas de page (petits chiffres en exposant, introduits par l'outil «  Source ») sont à placer entre la fin de phrase et le point final[comme ça].
- Les liens internes (vers d'autres articles de Wikipédia) sont à choisir avec parcimonie. Créez des liens vers des articles approfondissant le sujet. Les termes génériques sans rapport avec le sujet sont à éviter, ainsi que les répétitions de liens vers un même terme.
- Les liens externes sont à placer uniquement dans une section « Liens externes », à la fin de l'article. Ces liens sont à choisir avec parcimonie suivant les règles définies. Si un lien sert de source à l'article, son insertion dans le texte est à faire par les notes de bas de page.
- La présentation des références doit suivre les conventions bibliographiques. Il est recommandé d'utiliser les modèles {{Ouvrage}}, {{Chapitre}}, {{Article}}, {{Lien web}} et/ou {{Bibliographie}}. Le mode d'édition visuel peut mettre en forme automatiquement les références.
- Insérer une infobox (cadre d'informations à droite) n'est pas obligatoire pour parachever la mise en page.

Pour une aide détaillée, merci de consulter Aide:Wikification.
Si vous pensez que ces points ont été résolus, vous pouvez retirer ce bandeau et améliorer la mise en forme d'un autre article.
End Zone (titre original : End Zone) est un roman américain de Don DeLillo publié en 1972. C'est le deuxième roman de l'auteur. L'édition française chez Actes Sud est parue en 2023. La traduction est de Francis Kerline.

## Résumé
End Zone se déroule sur un campus universitaire, le Logos College dans l'ouest du Texas, et est raconté à la première personne par Gary Harkness, un arrière de l'équipe de football américain lors de la première année d'intégration de l'école. 
Le roman est divisé en trois parties. Dans la première, Gary Harkness, le narrateur, rencontre Taft Robinson, le premier joueur de football noir du Logos College, ainsi que le major Staley, le professeur de son cours de guerre moderne. Ce cours déclenche chez Gary une obsession pour la guerre nucléaire. Gary commence à sortir avec Myrna Corbett et un entraîneur adjoint se suicide juste au moment où le match le plus important de la saison approche.
La deuxième partie est uniquement un compte-rendu du grand match lui-même, où se trouve le principal contenu thématique du roman. La prose déconnectée et détachée de DeLillo concentre le texte sur certaines images et certains dialogues isolés tout au long du match.
La troisième section porte sur les conséquences de ce match chaotique et sur l'impact de l'accident d'avion qui a coûté la vie au fondateur du Logos College. Gary joue à des wargames stratégiques avec le major Staley ; la métaphore du roman sur le football en tant que guerre est remise en question dans le vers « warfare is warfare » (la guerre, c'est la guerre). Taft Robinson admet qu'il a un intérêt morbide pour l'Holocauste, ce qui rejoint aussi l'obsession de Gary. Le roman se termine par l'hospitalisation de Gary pour dépression mentale. Son avenir reste incertain. 